# Nephrotoma medioproducta
Nephrotoma medioproducta is een tweevleugelige uit de familie langpootmuggen (Tipulidae). De soort komt voor in het Palearctisch gebied.